# Vogtareuth
Vogtareuth è un comune tedesco di 3 102 abitanti, situato nel land della Baviera.